# Poblado (métro de Medellín)
Poblado est une station du métro de Medellín sur la ligne A, dans la comuna 14 (es) de Medellín en Colombie, El Poblado.